# Airbus A330 MRTT
Airbus A330 MRTT (Multi Role Tanker Transport — «багатоцільовий заправник») є літаком-заправником, побудованим на базі Airbus A330-200. Замовлення на A330 MRTT розмістили ВПС Австралії (позначення KC-30A), Великої Британії (позначення Voyager), ОАЕ і Саудівської Аравії. Американським ВПС літак був запропонований під позначенням KC-45.

## Проєктування і розробка

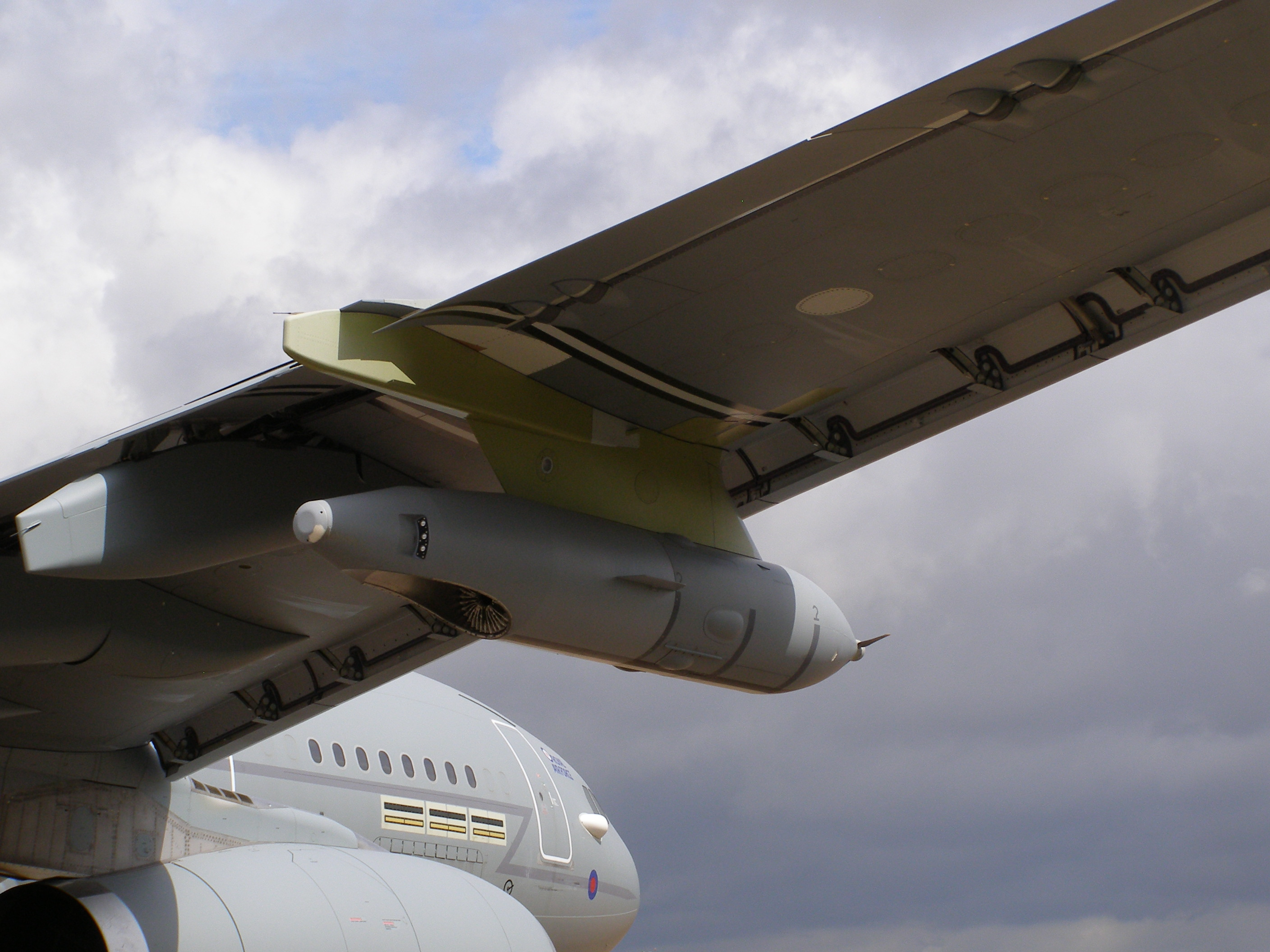
Правий заправний агрегат літака Voyager Британських ВПС

A330 MRTT є військової модифікацією цивільного лайнера Airbus A330-200. Він розроблявся як літак подвійного призначення — заправник і транспортний. Для дозаправки в повітрі A330 MRTT може бути обладнаний наступними системами в будь-яких комбінаціях:
- ARBS (Airbus Military Aerial Refuelling Boom System — система штангової дозаправки Airbus) для літаків, обладнаних системою штангової дозаправки
- Підкрилеві заправні агрегати Cobham 905E для літаків, обладнаних системою дозаправки «шланг-конус»
- Підфюзеляжний заправний агрегат Cobham 805E для літаків, обладнаних системою дозаправки «шланг-конус»
- Універсальна установка поповнення палива в повітрі (UARRSI), розташовується на фюзеляжі зверху попереду і призначена для забору палива з іншого заправника.

A330 MRTT несе 111 тонн палива (без додаткових баків), що залишає запас для навантаження 45 тонн вантажу. Крило A330 MRTT запозичене у Airbus A340 і має посилені точки кріплення і паливопроводи для зовнішніх двигунів. Таким чином, для установки заправних агрегатів на A330 MRTT в конструкцію крила вносяться мінімальні зміни.
Внутрішній простір A330 MRTT може бути переобладнаний для перевезення пасажирів в варіантах від 380-крісельного салону для перевезення військ до VIP-салону для командування і особливих гостей. A330 MRTT також може виконувати функції санітарного літака, дозволяючи розміщувати до 130 стандартних нош. На головній палубі у вантажному варіанті можуть перевозитися стандартні цивільні вантажні контейнери і піддони, контейнери і піддони стандартів ISO та NATO (включаючи модулі крісел), військове обладнання та інші великогабаритні вантажі, які можна завантажити через бічні вантажні двері. Як і A330-200, A330 MRTT має два вантажних відсіки на нижній палубі (передній і задній) і місце для перевезення насипних вантажів. Крім стандартних цивільних вантажних контейнерів, вантажний відсік був переобладнаний для перевезення до 8 військових піддонів.
Для збільшення тривалості перельотів в передній частині салону може встановлюватися відсік для відпочинку екіпажу. A330 MRTT також може обладнуватися вбудованими трапами для посадки і висадки пасажирів на непідготовлених аеродромах.
Для переобладнання стандартні цивільні A330-200 доставляються зі складального заводу Airbus в Тулузі на завод Airbus Military в Хетафе для монтажу систем дозаправки і військової авіоніки.
У жовтні 2010 року в Іспанії літак отримав сертифікат льотної придатності. Перший літак в червні 2011 року отримала Австралія. Переобладнанням ще чотирьох A330-200 для Австралійських ВВС займається компанія Qantas Defence Services на своїй базі в Брисбені.

## Експлуатація
A330 MRTT замовили Австралія, Велика Британія, ОАЕ та Саудівська Аравія. Австралія стала першим замовником цієї модифікації.

### Австралія

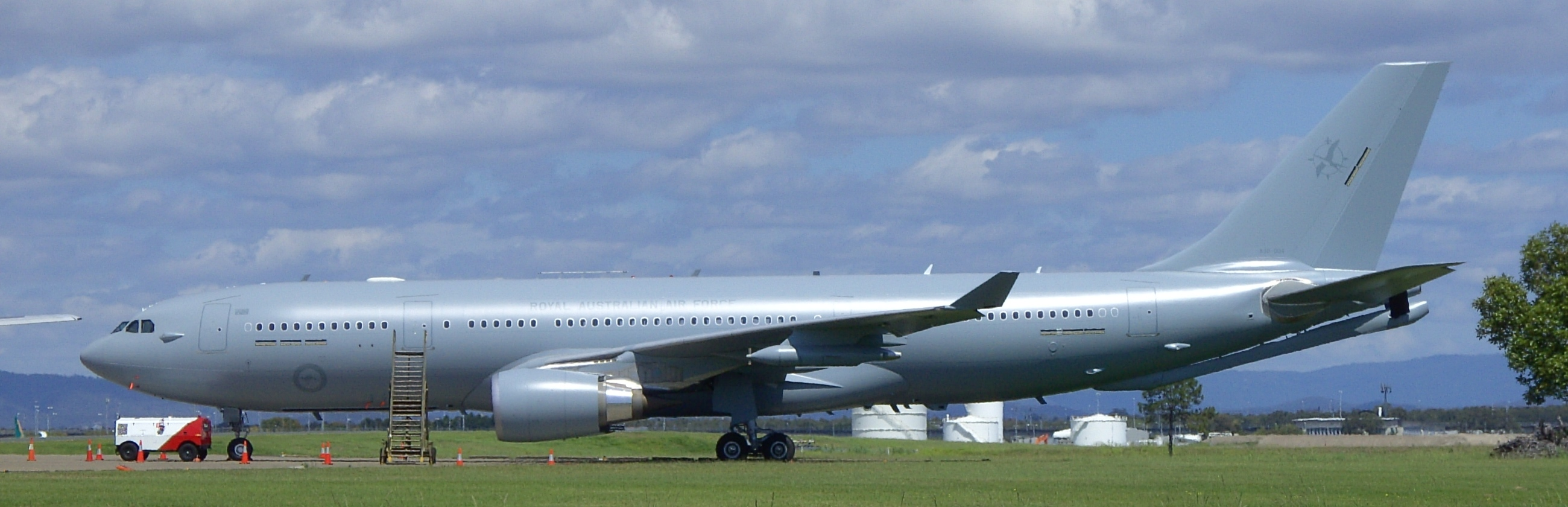
KC-30A, бортовий номер A39-004, у Брисбені

Австралійський варіант літака отримав позначення KC-30A. Літак-заправник Австралійських ВПС буде обладнаний системою штангової дозаправки і двома підкрилевими заправними агрегатами Cobham 905E. На літаки будуть встановлені двигуни General Electric CF6-80E. Спочатку Австралія мала намір замовити чотири літаки і опціон на придбання п'ятого. Потім було прийнято рішення замовити відразу п'ятий літак для того, щоб мати можливість задіяти дві пари заправників і залишати п'ятий у запасі. Австралійські A330 MRTT увійдуть до складу 33-ї ескадрильї Австралійських ВПС, що базується на авіабазі Амберлі.
Після замовлення A330 MRTT в 2005 році Австралійські ВПС планували почати отримувати літаки з початку 2008 року, щоб повністю завершити постачання до 2010 року. Однак поставки затрималися на два роки, що пов'язано з проблемами в розробці заправної штанги. 30 травня 2011 року KC-30A з бортовим номером A39-003, третій переобладнаний A330, який прибув на базу Амберлі і був офіційно переданий ВПС Австралії 1 червня 2011 року. Літак з бортовим номером A39-002, другий переобладнаний A330, який був доставлений на ту ж авіабазу 18 червня 2011 року і переданий ВПС 22 червня. У червні 2010 року Qantas Defence Services отримала четвертий літак; переобладнання його в заправник зайняло близько 10 місяців.

### Велика Британія

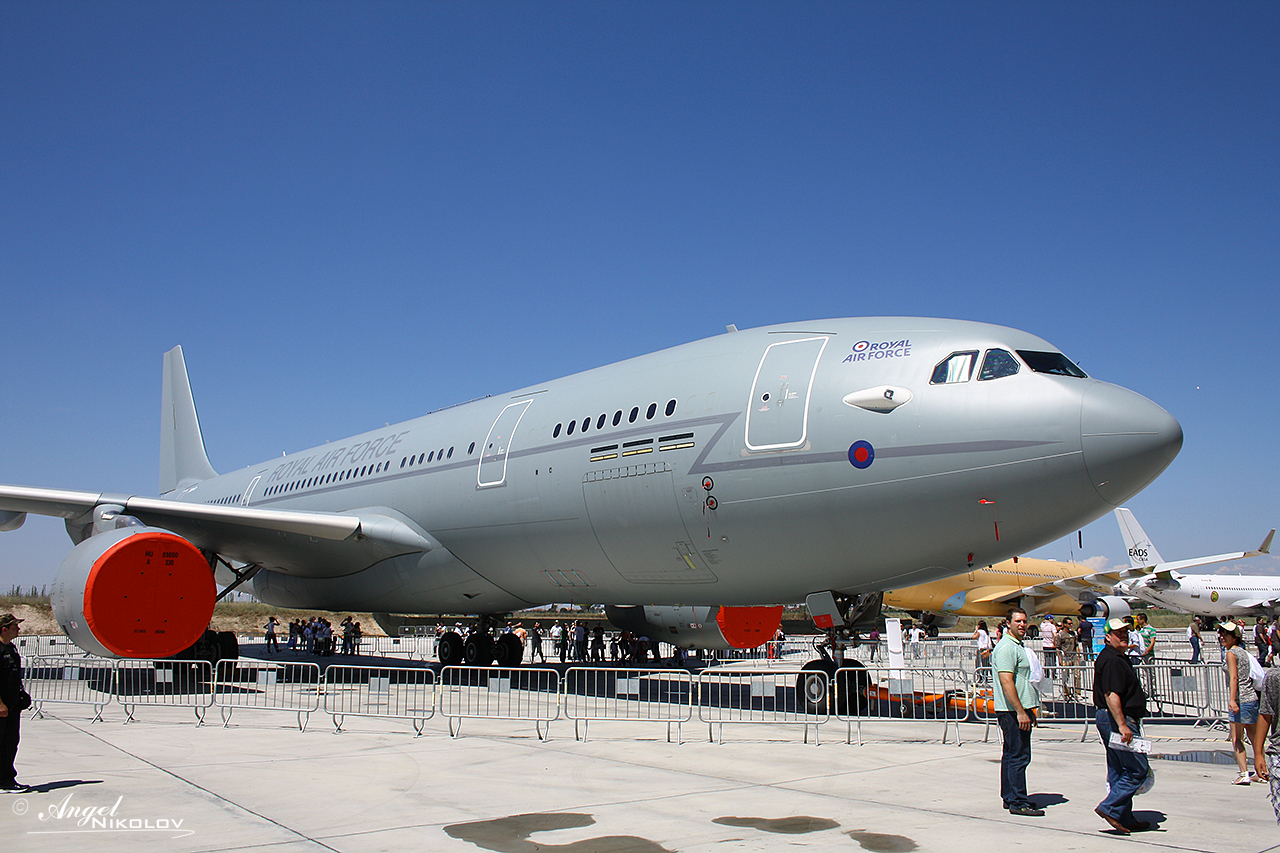
Airbus Voyager Королівських ВПС на заводі Airbus Military в Хетафе

У січні 2004 року Міністерство оборони Великої Британії оголосило про вибір варіанта A330 MRTT як літака-заправника в рамках програми Future Strategic Tanker Aircraft, покликаної замінити існуючі літаки-заправники на базі L-1011 і VC10. Після цього відбулися переговори з консорціумом AirTanker.
27 березня 2008 року сторони підписали контракт на постачання 14 літаків з поставкою першої машини у 2011 році. Передбачається постачання літака в двох версіях, які отримали позначення Voyager KC2 і Voyager KC3. Перший обладнується двома підкрилевими заправними агрегатами Cobham 905E; другий на додаток до підкрилевих обладнується підфюзеляжним заправним агрегатом Cobham 805E. Оснащення штанговою системою дозаправки контрактом не передбачено.

### Індія
У 2006 році Міністерство оборони Індії оголосило тендер на постачання шести заправників, в якому взяли участь Іл-78 і Airbus 330 MRTT. У травні 2009 року Індія оголосила про вибір Airbus A330 MRTT. Однак у січні 2010 року уряд скасував замовлення, пославшись на його високу вартість. Імовірно, це рішення було прийнято всупереч намірам ВПС.
Після проведення повторного тендеру 1 листопада 2012 року Індія обрала Airbus як «кращого постачальника».

### ОАЕ
У 2007 році Об'єднані Арабські Емірати оголосили про підписання з Airbus меморандуму про взаєморозуміння щодо купівлі трьох A330 MRTT. EADS, материнська компанія Airbus оголосила про підписання твердого контракту з ОАЕ в лютому 2008 року.
Літаки ОАЕ будуть обладнані системами штангової дозаправки і двома підкрилевими заправними агрегатами «шланг-конус» Cobham 905E. Система штангової дозаправки на цих літаках буде включати додатковий підйомник для штанги дозаправки. Ця система дозволяє підняти штангу навіть у разі відмови основної системи. ВПС ОАЕ обрали для своїх заправників двигуни Rolls-Royce Trent 700.

### Саудівська Аравія
3 січня 2008 року Саудівська Аравія підписала контракт на постачання трьох A330 MRTT, обладнаних штанговою системою дозаправки і двома підкрилевими заправними агрегатами Cobham 905E. У липні 2009 року було оголошено, що Саудівська Аравія замовила ще три заправника A330 MRTT. ВПС Саудівської Аравії обрали для своїх A330 MRTT двигуни Electric CF6-80.

### США
ВПС США почали програму поставок літаків для заміни близько 100 найстаріших KC-135E Stratotankers, що спочатку виключило з тендеру заміну найбільш поширеного варіанту KC-135R. EADS запропонував на конкурс модель A330 MRTT. У 2002 році за результатами тендеру перемогла модель Boeing KC-767, проте ВПС скасували замовлення на KC-767, коли навколо угоди розгорівся політичний скандал, пов'язаний із запропонованим лізинговим контрактом.
У 2006 році ВПС опублікували запрошення до тендеру на поставку нових літаків-заправників, який повинен був закінчитися в 2007 році. У січні 2007 року вимоги до літаків оновилися і було оголошено, що в результаті тендеру переможець отримає контракт на заміну всього парку KC-135 fleet. EADS спільно з Northrop Grumman знову запропонував на конкурс модель Airbus A330 MRTT під позначенням KC-30. Суперником знову став Boeing KC-767, який в силу менших розмірів вміщує на 20 % менше палива і вантажу, але є більш дешевим. Northrop і EADS оголосили про плани складання літаків на новому заводі в Мобіл, де будуть будуватися вантажні модифікації A330.
29 лютого 2008 року ВПС оголосили про те, що для заміни KC-135 був обраний KC-30, що отримав позначення KC-45A.
18 червня 2008 року Рахункова Палата США підтримала протест компанії Boeing проти присудження контракту компаніям Northrop Grumman і EADS. Таке рішення призвело до необхідності для ВПС повністю повторити процедуру торгів.
24 вересня 2009 року ВПС США почали новий тендер з більш зрозумілими критеріями вибору переможця. 8 березня 2010 року Northrop Grumman відкликав свою заявку і оголосив, що нові критерії заздалегідь віддають перевагу пропозиції Boeing. 20 квітня 2010 року EADS оголосила, що буде брати участь у тендері самостійно з моделлю KC-45 та, як і раніше, пропонує проводити збірку літаків на своєму заводі в Мобілі. 24 лютого 2011 року ВПС оголосили, що контракт на 35 мільярдів доларів був присуджений Boeing. Заступник міністра оборони США заявив, що Boeing став «явним переможцем» за формулою тендеру, що враховує ціну пропозицій, підготовленість літаків до військових дій і вартість експлуатації на найближчі 40 років.

### Інші країни
Бразилія розглядає можливість придбання літаків-заправників на базі A330.
У листопаді 2011 року Франція висловила зацікавленість у придбанні 14-ти літаків A330 MRTT для заміни заправників KC-135 і транспортних літаків A340 і A310.
У лютому 2012 року Сінгапур також висловив зацікавленість у придбанні A330 MRTT для заміни чотирьох своїх KC-135.

## Варіанти
A330 MRTT
Airbus A330-200, переобладнаний компанією Airbus Military в літак-заправник.
KC-30A
Позначення Австралійських ВПС літака A330 MRTT з двома підкрилевими заправними агрегатами і штанговою системою дозаправки в повітрі.
KC-45A
Позначення ВПС США літака A330 MRTT з двома підкрилевими заправними агрегатами і штанговою системою дозаправки в повітрі. Замовлення скасовано.
Voyager KC2
Позначення Королівських ВПС літака A330 MRTT тільки з двома підкрилевими заправними агрегатами.
Voyager KC3
Позначення Королівських ВПС літака A330 MRTT з двома підкрилевими заправними агрегатами і штанговою системою дозаправки в повітрі.

## Експлуатанти

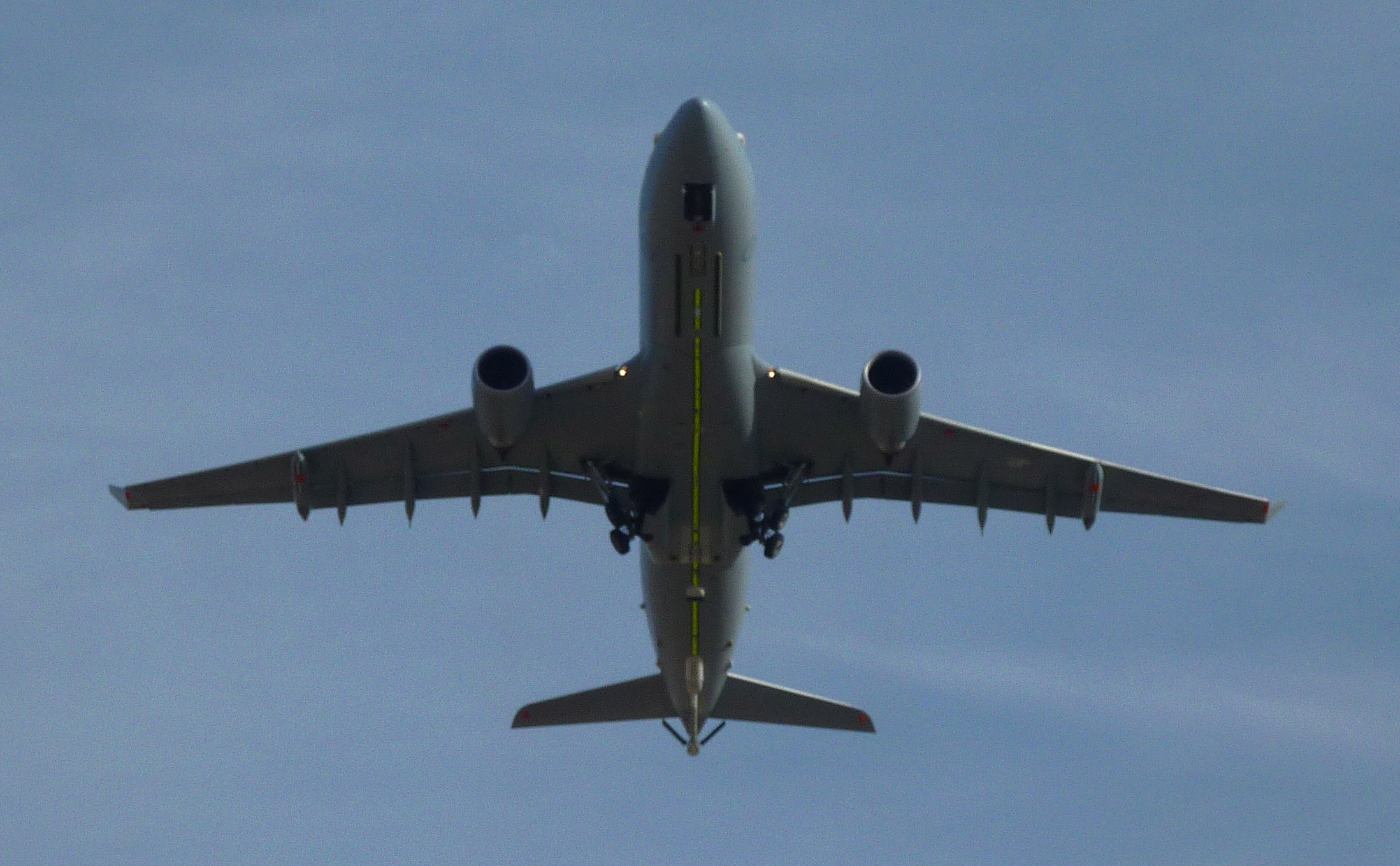
Перший A330 MRTT Австралійських ВПС

Австралія
- ВПС Австралії: 4 експлуатуються, 1 замовлений. Головний замовник[43].

 Саудівська Аравія
- ВПС Саудівської Аравії: 6 замовлено.

 ОАЕ
- ВПС ОАЕ: 3 замовлено.

 Велика Британія
- ВПС Великої Британії: 14 замовлено (7 KC2, 5 KC3 + 2 для переобладнання в KC3). Перший літак переданий у 2012 році.

 Франція
- ВПС франції: 12 замовлено[44].

## Аварії та події
19 січня 2011 року над Атлантичним океаном під час дозаправки винищувача F-16 португальських ВВС з заправника A330 MRTT, обладнаного штанговою системою, стався серйозний льотний інцидент. Під час дозаправки штанга, що з'єднує два літаки, зламалася поруч з місцем підключення приймаючого літака. Зламана штанга склалася під фюзеляж A330 MRTT, почала неконтрольовані коливання і відламалася від літака-заправника в місці з'єднання. Обидва літаки були пошкоджені, але змогли безпечно приземлитися. A330 MRTT проходив внутрішні випробування і призначався для австралійських ВПС. Австралійських пілотів на борту не було.
10 вересня 2012 року на висоті близько 8000 м у повітряному просторі Іспанії відламалася штанга дозаправки A330 MRTT. Штанга відламалася в місці механічного з'єднання і впала на землю. Літак безпечно приземлився. Жертв і постраждалих не було. Подія стала результатом навмисних дій випробувачів. Пізніше Airbus пояснив, що така подія не могла статися у звичайних експлуатаційних умовах.

## Технічні характеристики
Джерела: A330 MRTT, KC-30, Airbus A330.
Екіпаж: 2 пілота, 1 оператор дозаправки
Місткість: 380 пасажирів, 8 військових піддонів + 1 контейнер LD6 + 1 контейнер LD3 (у вантажному відсіку на нижній палубі)
Довжина: 58,80 м
Розмах крила: 60,3 м
Висота: 17,4 м
Площа крила: 362 м2
Маса порожнього: 125 т
Корисне навантаження: 45 т (за винятком палива)
Максимальна злітна маса: 233 т
Можливості дозаправки
Маса палива: 111 т максимально, 65 т при бойовому радіусі дії 1800 км і 2-годинному баражуванні
Силова установка: 2 двигуни Rolls-Royce Trent 772B або General Electric CF6-80E1A4 або Pratt & Whitney PW 4168A
Тяга: 320 кН
Льотні характеристики
Максимальна швидкість: 880 км/год
Крейсерська швидкість: 860 км/год
Дальність: 14800 км
Практична стеля: 12600 м

## См. також
- Airbus A330
- Airbus A310 MRTT
- EADS/Northrop Grumman KC-45

## Схожі літаки
- Boeing KC-135 Stratotanker
- Boeing KC-767
- Boeing KC-46